# Troglohyphantes lessinensis
Troglohyphantes lessinensis là một loài nhện trong họ Linyphiidae.
Loài này thuộc chi Troglohyphantes. Troglohyphantes lessinensis được Lodovico di Caporiacco miêu tả năm 1936.